# Tropiques criminels
Tropiques criminels és una sèrie de televisió francesa de detectius del 2019 de France 2 que transcorre a l'illa de Martinica.

## Sinopsi
La comandant Mélissa Sainte-Rose (Sonia Rolland), originària de l'illa de Martinica i mare dels adolescents Chloé i Lucas, és transferida de París a Fort-de-France. Fa equip amb la capitana Gaëlle Crivelli (Béatrice de La Boulaye), independent, alegre, espontània i sense pèls a la llengua. Tot i que les relacions entre les dues policies són tenses, ja que són totalment diferents en el seu comportament, són complementàries en la resolució d'assassinats.

## Repartiment

### Comissaria
- Sonia Rolland: comandant Mélissa Sainte-Rose
- Béatrice de La Boulaye: capitana Gaëlle Crivelli
- Julien Béramis: tinent Aurélien Charlery
- Stéphan Wojtowicz: comissari Alain Etcheverry
- Valentin Papoudof: patòleg forense Philippe Dorian, "Phil"
- Xavier Robic: Alexandre Peskine, substitut del fiscal (temporada 2, episodis 5 a 8)

### Família de Mélissa Sainte-Rose
- Antoinette Giret: Chloé, filla de Melissa
- Benjamin Douba-Paris: Lucas, fill de Mélissa
- Rémi Pedevilla: Christopher Delval, amant de Mélissa i professeur de francès de Lucas (temporada 1)
- Mark Grosy: Gaëtan Coste, amant de Mélissa (temporada 2)
- Arié Elmaleh: Franck, ex-marit de Mélissa, pare de Chloé i Lucas, i antic amant de Gaëlle (temporades 2 i 3)
- Firmine Richard: Clarisse, àvia de Mélissa (temporada 5)
- Guillaume Gabriel: Arnaud, amant de Mélissa (temporada 5)

### Família de Gaëlle Crivelli
- Manoëlle Gaillard: mare de Gaëlle (temporada 2, episodis 2, 3 i 4)
- Yoli Fuller: Baptiste Sorel, amant i posterior espòs de Gaëlle i amic de Phil (temporades 2 i 3)
- Paul Lefèvre: Lionel Alzan, ex-company de Gaëlle i advocat (temporada 1)
- Clément Aubert: Mathieu Laurentin, amant de Gaëlle (temporada 1)
- Tya Deslauriers: Thaïs Lafleur, filla d'acollida de Gaëlle

## Emissions
A França s'emet des del 22 de novembre de 2019 al canal France 2 i, des de la temporada 2, en preestrena a la plataforma Salto.
Al Quebec, s'emet a Évasion des del 19 d'agost de 2021; la tercera temporada s'hi emet des del 28 d'abril de 2022, abans de la seva estrena a França. S'emetrà a partir de la temporada 1 a Radio-Canada a partir del 3 de juny de 2024.
A Itàlia, la primera temporada es va emetre amb el títol Deadly Tropics del 19 de novembre al 10 de desembre de 2020 a Fox Crime i a partir de la segona temporada a Sky Investigation des del 29 de novembre de 2022, mentre que a la plataforma free-to-air Rete 4 s'ha emès amb el títol Delitti ai Caraibi a partir del 4 de juliol de 2023.
A Alemanya s'emet des del 30 de novembre de 2020 a ZDFneo, entre d'altres. A l'estat espanyol es va estrenar el 10 de juliol de 2022 a Atreseries.

## Comentaris
El rodatge de les temporades 1 a 5, de 8 episodis cadascuna, va tenir lloc a Martinica. Per filmar amb èxit a l'illa, la producció de la sèrie depèn de la Martinica film commission i de l'oficina de recepció de rodatges dins del CTM.
El context geogràfic i humà recorda la sèrie franco-britànica Death in Paradise: investigacions sobre assassinats en una illa de les Índies Occidentals, vides sentimentals i familiars de les dues principals protagonistes, barrejades amb el progrés de les seves investigacions.